# جولیو سدرنا
جولیو سدرنا (انگلیسی: Giulio Cederna; ۵ سپتامبر ۱۸۷۶ – ۲۴ دسامبر ۱۹۳۹) بازیکن فوتبال اهل پادشاهی ایتالیا بود.
از باشگاه‌هایی که در آن بازی کرده‌است می‌توان به باشگاه فوتبال آ.ث. میلان و باشگاه فوتبال بازل اشاره کرد.